# Pentias hayi
Pentias hayi är en kräftdjursart som beskrevs av Richardson 1904. Pentias hayi ingår i släktet Pentias och familjen tånglöss. Inga underarter finns listade i Catalogue of Life.